# Olbramice (kraj morawsko-śląski)
Olbramice (niem. Wollmersdorf) – wieś gminna i gmina w powiecie Ostrawa-miasto, w kraju morawsko-śląskim, w Czechach. Liczba mieszkańców wynosi 624, a powierzchnia 5,39 km².
Miejscowość położona jest na Śląsku Opawskim i na południowo-zachodnim skraju powiatu ostrawskiego. Od strony wschodniej sąsiaduje z Klimkovicami, na północy z Čavisovem, na zachodzie z miastem Bílovem w powiecie Nowy Jiczyn, na południu z Bravanticami.
Do 31 grudnia 2006 roku miejscowość wchodziła w skład powiatu Nowy Jiczyn, 1 stycznia 2007 została objęta rozszerzonym powiatem Ostrawa-miasto.

## Podział administracyjny
Miejscowość jak i gmina katastralna podzielona jest na dwie części:
- Olbramice
- Janovice (połączone z Olbramicami w 1850 roku)

## Historia
Pierwsza wzmianka pochodzi z 1377 jako Frowramdorf, kiedy nastąpił podział księstwa księstwa raciborsko-opawskiego. Obecna czeska nazwa pojawiła się w 1413 jako de Olbramicz i forma ta dominowała do XVII wieku, jednak pod koniec tego stulecia powróciła nazwa genetycznie niemiecka Wolmersdorf, od imienia Wolmer, miejscowej formy imienia Wolfram (porównaj polskie Wolbrom).
W 1869 wieś liczyła 380 mieszkańców, w 1921 468, a w 1970 454. W 1900 roku była to jedna z dwóch gmin obok Jistebníka (Steibnig) w powiecie sądowym Königsberg/Klimkovice zamieszkała w większości przez ludność niemieckojęzyczną i jako taka zaliczana była do ziemi krawarskiej.